# La Vila del Prat
La Vila del Prat és una masia a l'oest del terme municipal de Sant Sadurní d'Osormort (Osona) protegida com a bé cultural d'interès local.

## Arquitectura
Masia de planta rectangular coberta a dues vessants i construïda damunt la roca. La façana, perpendicular al carener, és orientada a llevant i presenta un portal adovellat amb un escut heràldic al damunt. A la planta baixa hi ha la cuina amb bonics elements domèstics molts dels quals estan en desús. Al primer pis i a sota de la teulada hi ha una àmplia sala, i als costats de la qual s'hi distribueixen les habitacions i els graners. Algunes llindes dels portals de l'interior de la casa són decorades amb formes gòtiques. A pocs metres de la casa hi ha una cabanya. Els elements constructius són la pedra, construint els elements de ressalt amb pedra rogenca.

## Història
Antiga masia reformada i ampliada vers els segles XVII i XVIII. L'hereu d'aquesta casa es destaca al s. XVII com a centener de la Santa Unió destinat a seguir al famós bandoler Rocaguinarda i fou mort per aquest al poble de Calldetenes, molt prop de Vic.